# Ponrava

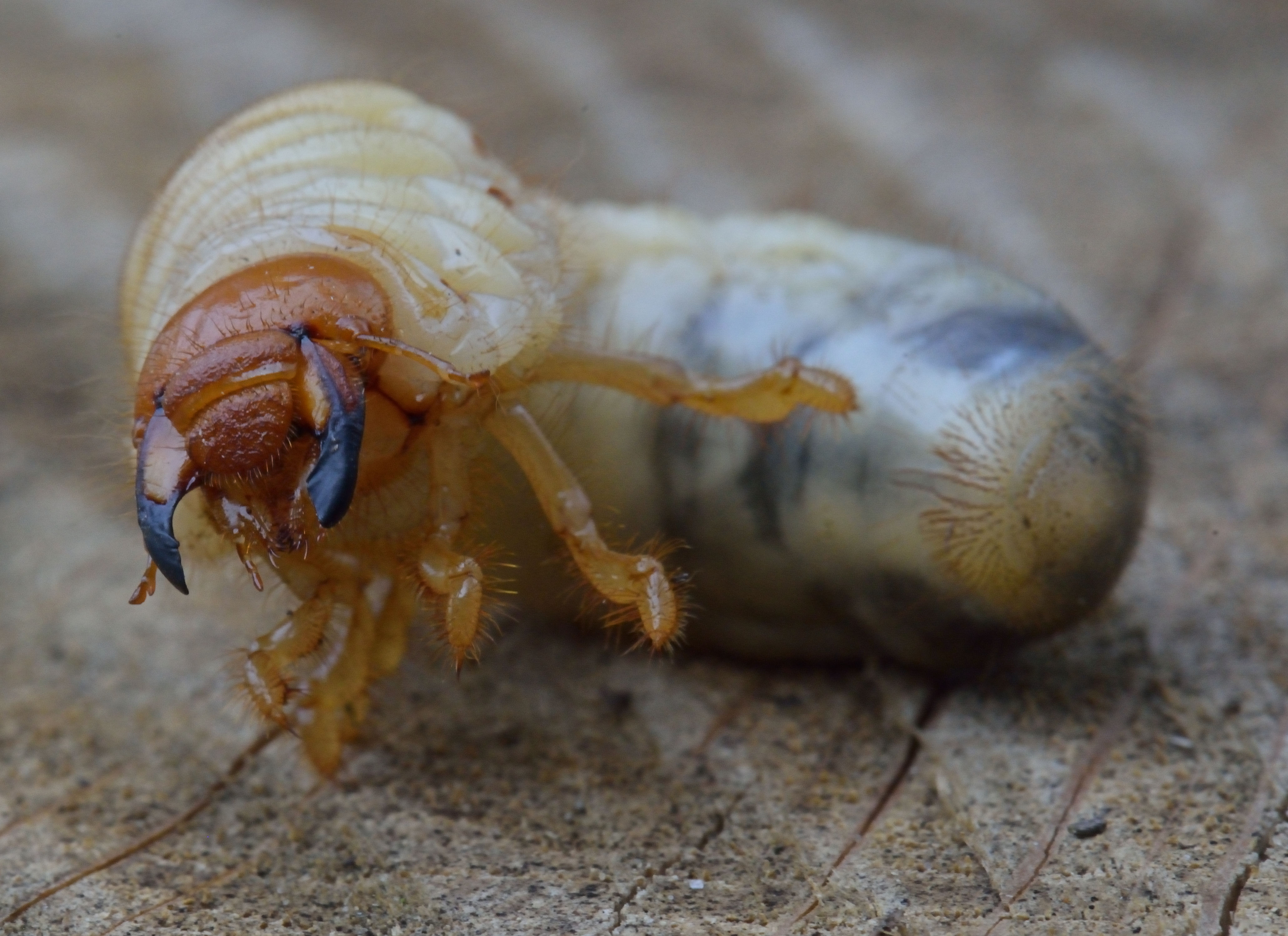
Ponrava chrousta obecného

Ponrava je druh larvy, který mají brouci z nadčeledi Scarabaeoidea.
Jde o bílé larvy s třemi páry nohou, které jsou však nerovnoměrně rozloženy pouze na hrudi; na zadečku nejsou žádné. Kvůli takovému rozložení končetin je pohyb ponrav značně ztížený, takže se dovedou pohybovat pouze v zemi, protože jsou jejich končetiny přizpůsobeny především k hrabání, nikoliv k pohybu nebo chůzi na povrchu. Na povrchu ponravy dokáží většinou pouze ležet, svinovat se a rozvinovat, a to kvůli končetinám, které nejsou vhodně rozloženy a jsou příliš slabé, než aby ponravu unesly. Zadeček je lehce načernalý až namodralý a po stranách těla je osm oranžovohnědých až černých teček. Výrazné oranžové skvrny se nachází i pod malými oranžovými očky. Hlava je obvykle oranžová nebo černá, velice tvrdá (díky sklerotinu), má tykadla a černá až hnědá kusadla, nejsou však na ní oči (ty jsou na hrudi). Jsou obvykle porostlé jemnými hnědými chloupky. Tvar a velikost ponravy záleží na jejím druhu; ponravy chroustka letního nebo zlatohlávka jsou obvykle malé a zavalitější, ponravy chrousta a nosorožíka kapucínského podlouhlé. Velcí brouci, jako např. herkules antilský, mají obvykle velice velké ponravy.
Po nakladení vajíček do dobré zeminy se ponravy po nějaké době vylíhnou a živí se po dobu svého vývoje rozkládajícím se biologickým materiálem, což jsou např. odumřelé kořeny rostlin, tlející spadané listí nebo dřevo. Často se vyskytují i v kompostech. Místy mohou pojídat i mrtvé malé bezobratlé, kteří se v jejich půdě vyskytnou, popř. mohou mít i sklon ke kanibalismu. Její vývoj se dělí na tři instary a obvykle trvá jeden, dva až tři roky. Ponravy se dvakrát svlékají a mohou narůst až do délky 12 cm. Ke konci třetího instaru přestanou ponravy přijímat jakoukoli další potravu a začnou si vytvářet tzv. kokon, který vytvoří pomocí výměšků střev a slinných žláz. Uvnitř kokonu se v zimě ponrava promění v kuklu a poté v dospělého jedince, který po ztvrdnutí vnější schránky kokon opustí.
Ponravy se často během svého vývoje vyskytují např. v kompostech, ale i na polích, kde často okusují kořeny rostlin, což může vést k značným zemědělským škodám. Např. ponravy chrousta obecného působí značné škody na kořenech cukrové řepy nebo mohou výrazně poškodit trávník a lesy.

## Galerie

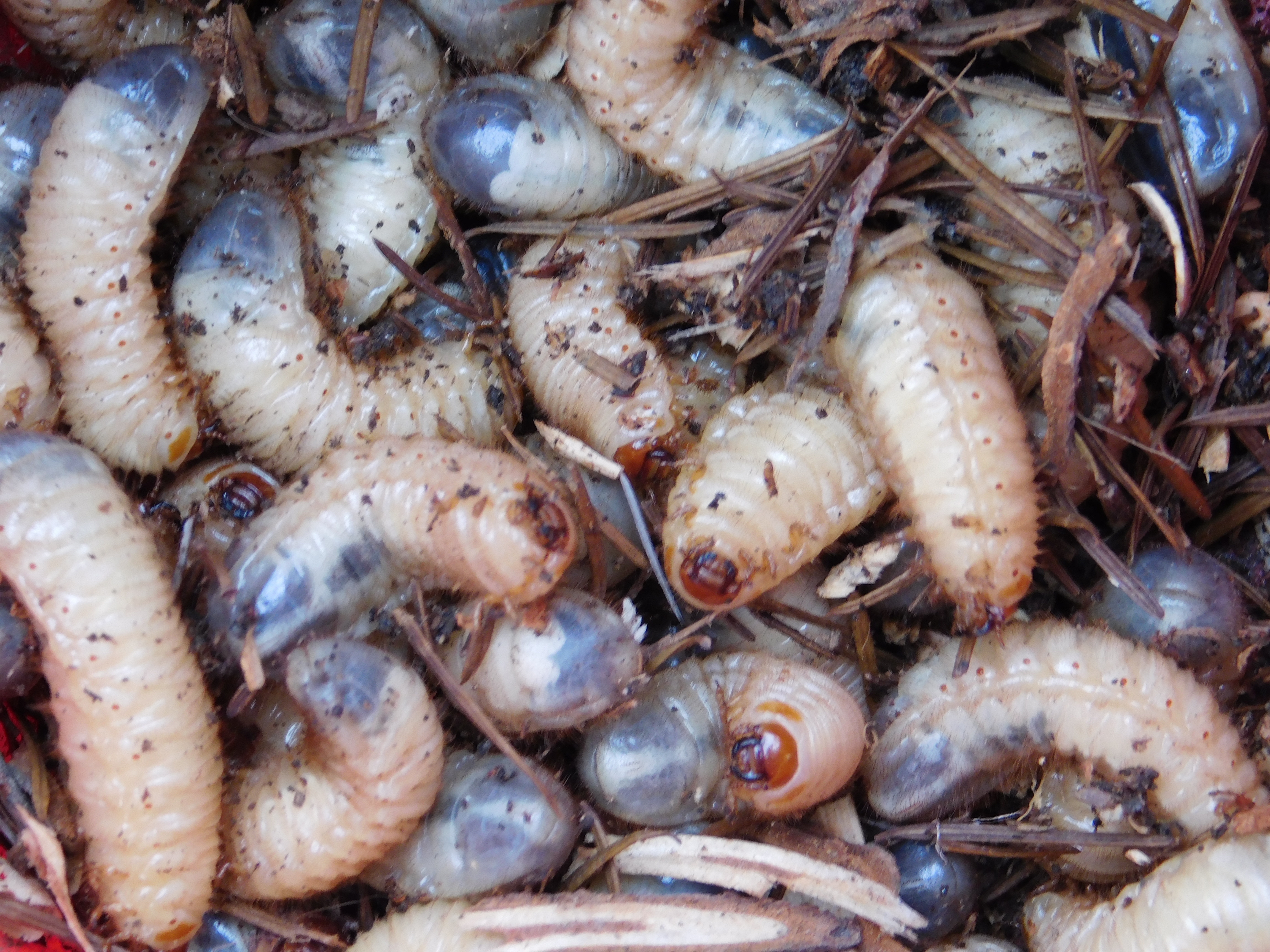
Ponravy chroustka letního
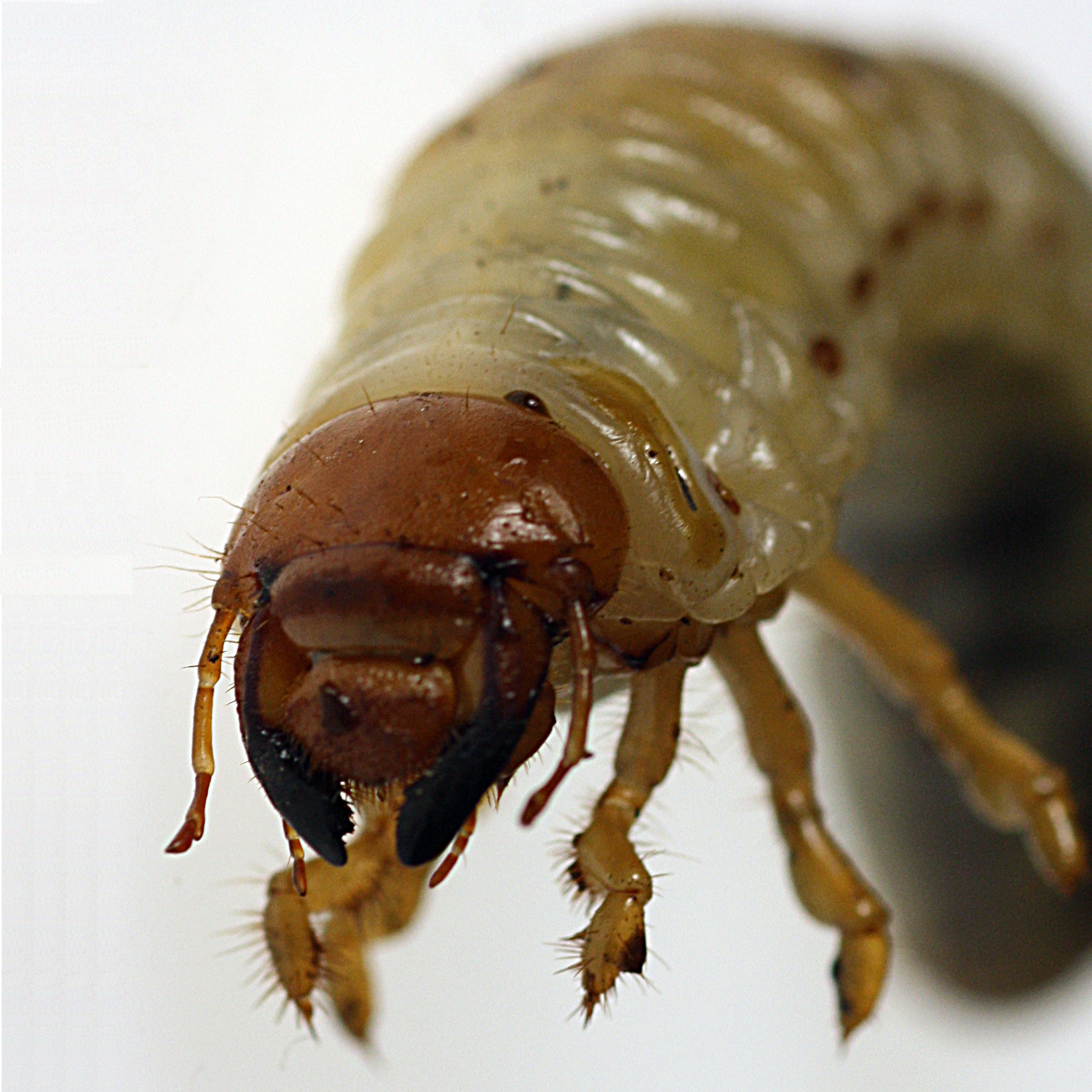
Ponrava chrousta obecného
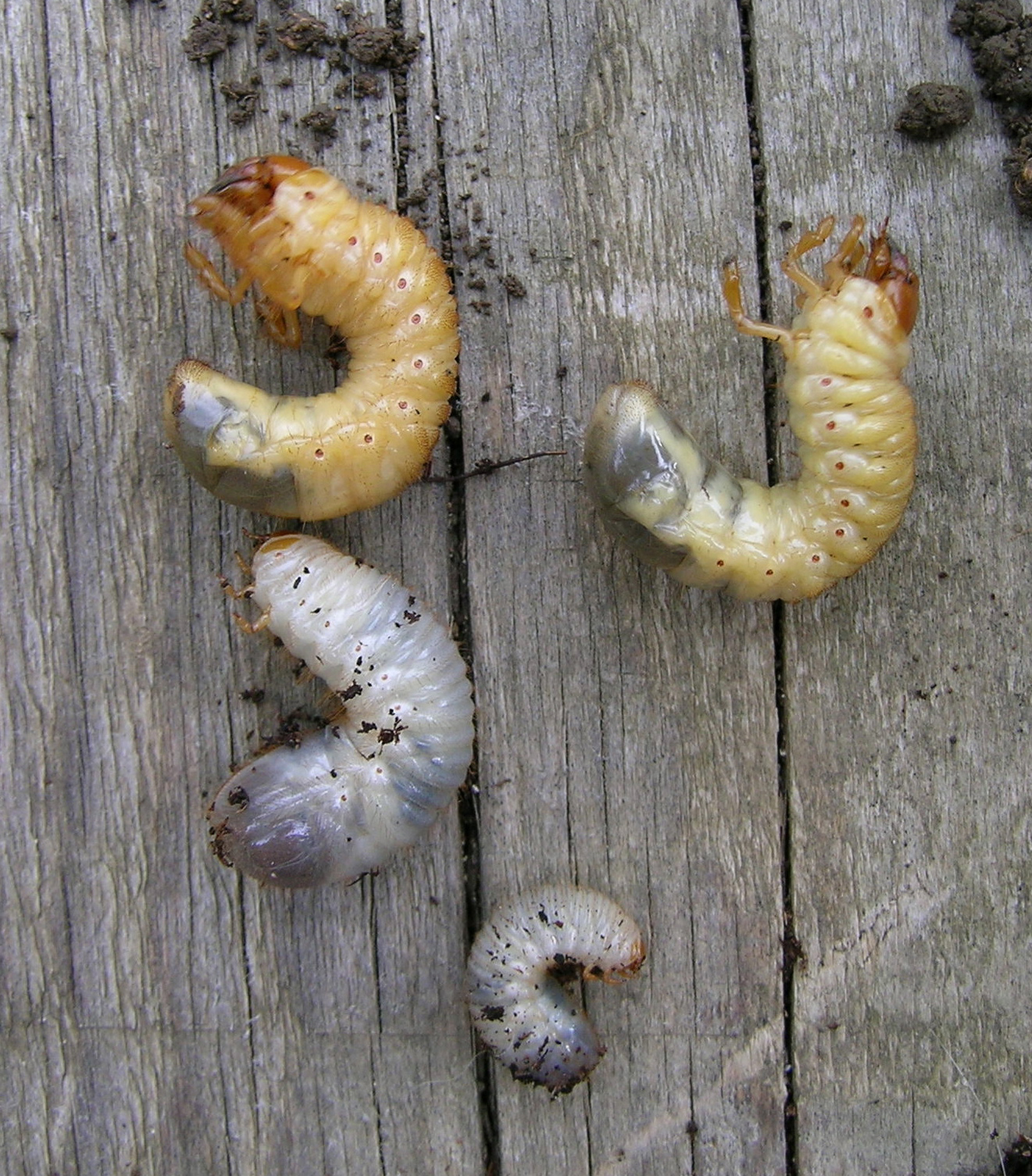
Porovnání různě vyvinutých ponrav chrousta obecného
Vývoj ponravy v dospělého jedince
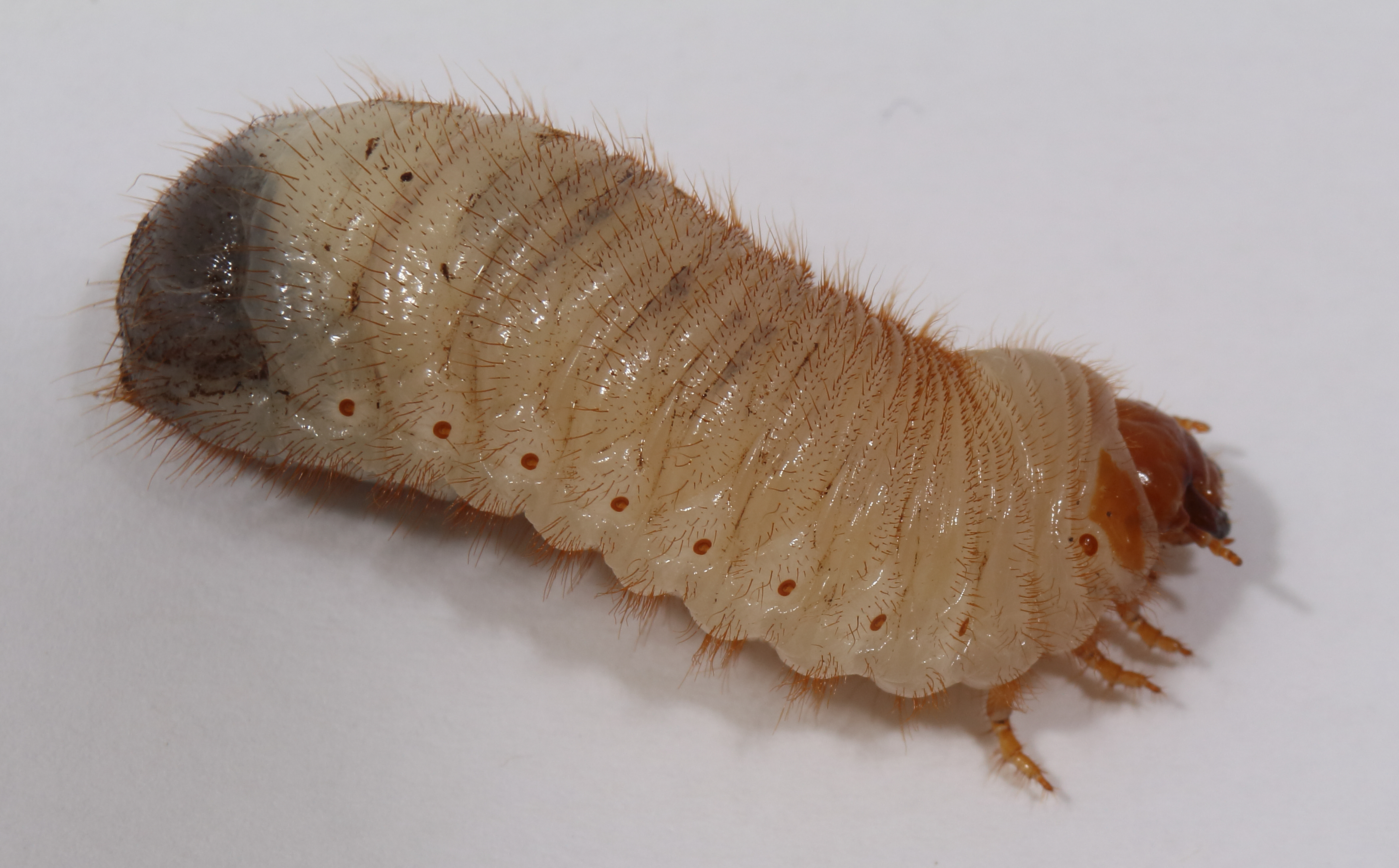
Ponrava zlatohlávka zlatého
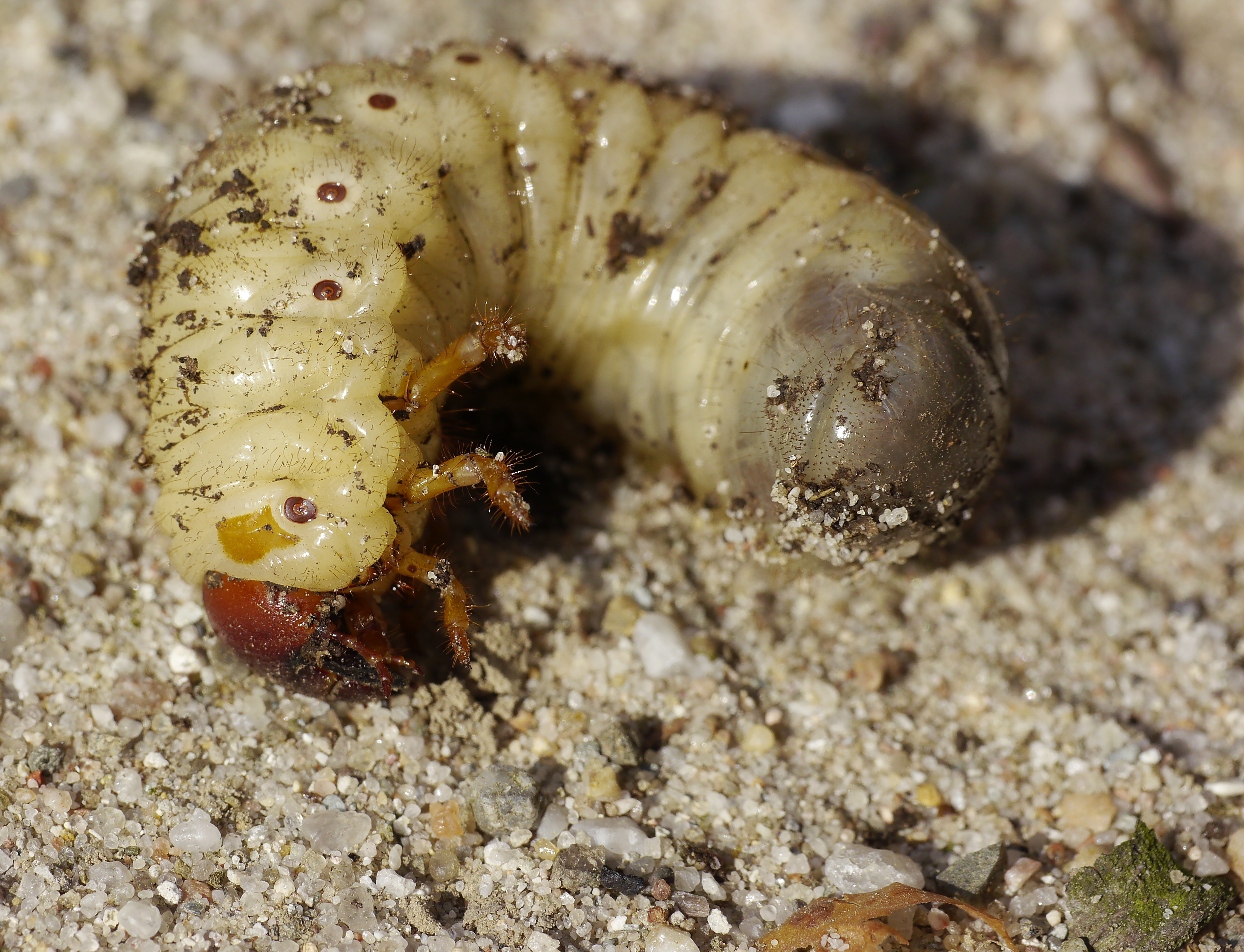
Ponrava nosorožíka kapucínka
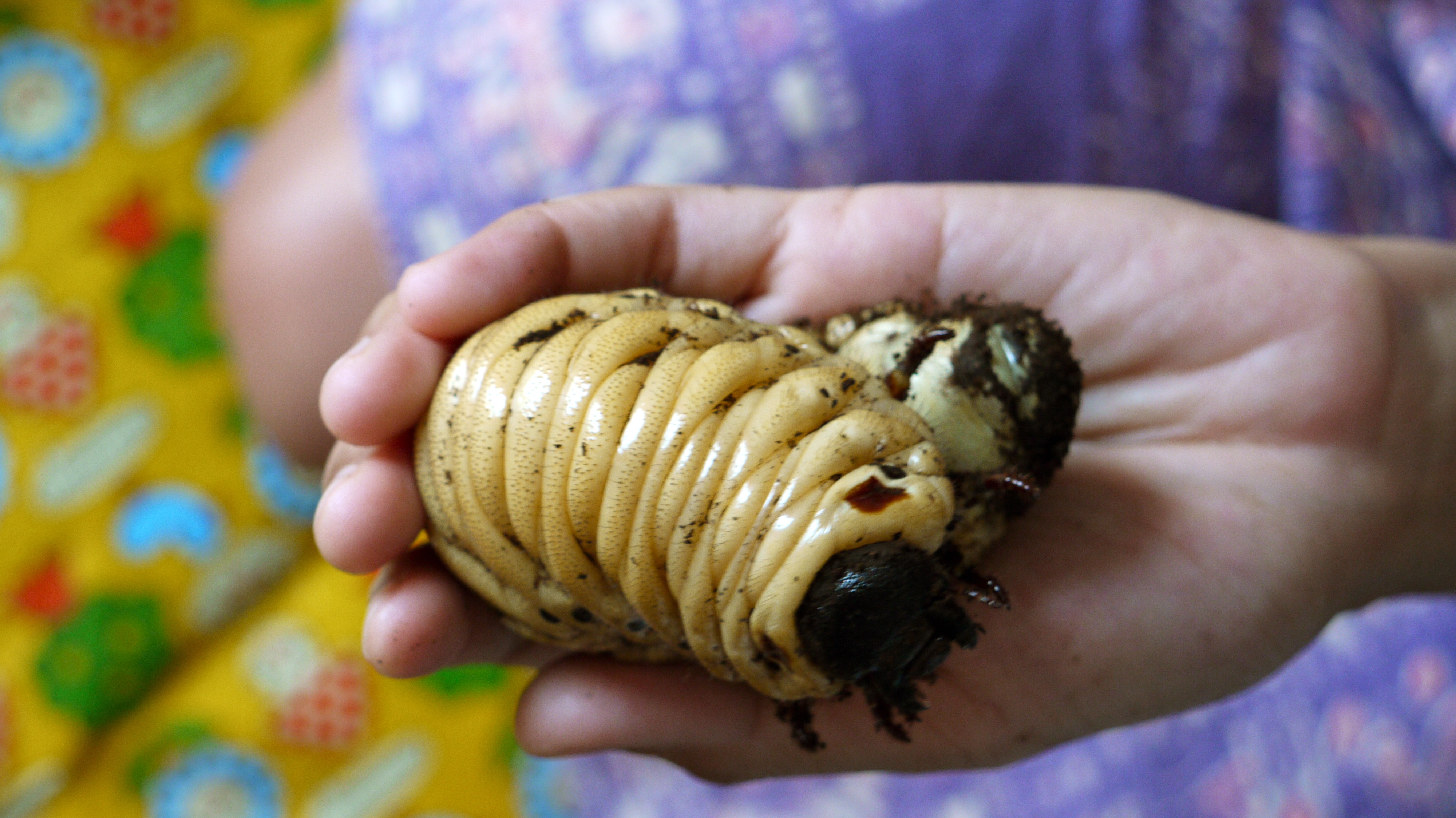
Ponrava herkula antilského